# Nicholas Williams (linguista)
Nicholas Jonathan Anselm Williams, noto anche con lo pseudonimo di Golvan (Walthamstow, ottobre 1942), è un docente, linguista e letterato britannico, tra i massimi esperti della lingua cornica.

## Biografia
Noto anche con il nome puntato N.J.A. Williams, il linguista è nato nella città di Walthamstow, allora facente parte della contea inglese dell'Essex ma dal 1965 incorporata nella Grande Londra. Fin da alunno della Chigwell School nell'Essex, Williams studiò da solo la lingua cornica e diventò un bardo del Gorseth della Cornovaglia prima dei vent'anni, dove assunse lo pseudonimo bardico di Golvan (passero). Ha insegnato lingue classiche, lingua inglese e materie celtiche all'Università di Oxford. Dopo brevi periodi presso l'Università di Belfast, dove ottenne il titolo di PhD, e l'Università di Liverpool, fu nominato Lettore di lingua irlandese allo University College Dublin nel 1977. Nel 2006 fu nominato Professore Associato sempre al UCD di Dublino. Ha sposato Patricia Smyth di Portadown, nella contea nord-irlandese di Armagh, nel 1976. Hanno tre figli, Benedict, Jerome e Dominica, che sono bilingui in inglese e irlandese.
Williams ha pubblicato moltissimo sulle lingue celtiche e le loro letterature. Le sue opere sull'irlandese comprendono le edizioni The poems of Giolla Brighde Mac Con Midhe (1980) e Pairlement Chloinne Tomáis (1981); I bPrionta i Leabhar (1986), descrizione degli scritti protestanti in irlandese nel XVII secolo; Díolaim Luibheanna (1993), discussione sui nomi e la cultura delle piante in Irlanda; Armas, manuale di araldica in irlandese, dove presentò anche sé stesso e il suo casato. Fu anche curatore associato di Stair na Gaeilge (La storia dell'irlandese, Maynooth, 1994) per la quale contribuì con capitoli sui dialetti irlandesi del Leinster e sulla lingua mannese.
Come segnalò Peter Berresford Ellis, Williams è stato il primo studioso celtico professionale ad avere studiato il fenomeno della rivitalizzazione della lingua cornica in dettaglio. Nel 1990 Williams pubblicò l'articolo A Problem in Cornish Phonology, con il quale dimostrò che i fonemi rappresentati dai grafemi /tj/ e /dj/ non avessero mai fatto parte della lingua, e dovessero quindi venire rimossi dal "Kernewek Kemmyn" (cornico comune); ciò venne riconosciuto dal creatore del "cornico comune" Ken George. Tuttavia Williams continuò la critica a questa varietà di cornico nel volume Cornish Today (Kernewek dre Lyther, 1995), nel quale presentò anche il suo progetto di modifica del più tradizionale "cornico unificato", chiamato "Unified Cornish Revised" o "UCR" (cornico unificato rivisitato). Williams elaborò questo "UCR" pubblicando il corso Clappya Kernowek (Agan Tavas, 1997), il dizionario English-Cornish Dictionary (Agan Tavas, 2000) e la grammatica completa della lingua Desky Kernowek (Apprendere il cornico) (Evertype, 2012). L'editore "Spyrys a Gernow" pubblicò il suo Testament Noweth (Nuovo Testamento, 2002), prima traduzione completa in cornico dal testo originale greco. Al quale fece seguire An Beybel Sans (La sacra Bibbia), prima traduzione completa in cornico mai scritta, pubblicata dall'editore Evertype nel 2011. Tenne le lezioni universitarie O'Donnell ad Oxford nel maggio 1998, in cui parlò durante giorni consecutivi del mannese e poi del cornico. Fu la prima volta in cui una lezione O'Donnell veniva dedicata alla lingua cornica.
Tra i più importanti articoli di Williams sul cornico abbiamo: Linguistically sound principles: the case against Kernewek Kemmyn, Cornish Studies 4 (1997); Pre-occlusion in Cornish, Studia Celtica 32 (1998); Indirect statement in Cornish and Breton, Cornish Studies 6 (1998); Saint in Cornish, Cornish Studies 7 (1999), e la recensione A modern and scholarly Cornish-English dictionary: Ken George's "Gerlyver Kernewek Kemmyn" (1993), Cornish Studies 9 (2001). Williams, con Graham Thomas, ha pubblicato i testo della sacra rappresentazione medievale Beunans Ke (La vita di San Kea), che era stata donata alla National Library of Wales (Biblioteca nazionale del Galles) di Aberystwyth nel 2000. Questa edizione fu pubblicata dalla Exeter University Press (Edizioni dell'Università di Exeter), in collaborazione con la National Library of Wales, nell'ottobre del 2006.

Nei primi anni '60 Williams vinse per tre volte il primo premio della competizione letteraria del Gorsedd (Festival della lingua cornica). Più di recente vinse il primo premio per la poesia in cornico nei Gorsedd del 1997, 1998 e 1999. Nel 1974 Peter Berresford Ellis scrisse di lui: 
 Parte della poesia di Williams è stata inclusa da Tim Saunders nelle antologie di letteratura cornica moderna The Wheel (1990) e Nothing Broken (2006). Il critico gallese Bobi Jones, nell'introduzione ad una di queste antologie, ha scritto: 
 La poesia Ancow Arthur di Williams, traduzione della Morte d'Arthur di Alfred Tennyson, pubblicata nella rivista Delyow Derow 15 (1996) è un buon esempio del suo stile poetico.
Nicholas Williams è Fellow (membro) della Linnaean Society of London. Gli è stata assegnata l'appartenenza onoraria alla Irish Translators' and Interpreters' Association (Associazione irlandese dei traduttori e degli interpreti) per la sua traduzione del Nuovo Testamento in lingua cornica. Tradusse in irlandese quattro libri della serie Letts Pocket Guides, ovvero Mammals (Mammiferi), Insects (Insetti), Medicinal Plants (Piante officinali) e Edible Plants (Piante commestibili). La sua traduzione in irlandese (2003) di Le avventure di Alice nel Paese delle Meraviglie di Lewis Carroll ottenne recensioni entusiaste. Nel novembre del 2004 pubblicò la traduzione di Attraverso lo specchio e quel che Alice vi trovò (séguito del libro precedente). Nell'aprile del 2012 pubblicò la traduzione irlandese de Lo Hobbit di J. R. R. Tolkien, che un critico giudicò scritto in un irlandese troppo influenzato dall'inglese, e mise in discussione la sua padronanza della lingua irlandese.
In ogni caso il libro fu accolto in modo positivo da altri parlanti della lingua.

## Araldica
Al Prof. Nicholas Williams è stato assegnato lo stemma araldico dal Chief Herald of Ireland (Capo Araldo d'Irlanda) il 1º novembre 2006. 

La descrizione è in irlandese, qui tradotta Argent two piles throughout gules three cinquefoils counterchanged (Su bianco, due triangoli rossi attraverso lo scudo, tre cinquefoglie nel colore opposto). I colori sono quelli della City of London, e i pali formano una W come Williams contornata da un pennacchio: On a wreath of the colours a Pied Wagtail bearing in its beak Ragged Robin all proper (Su una ghirlanda rossa e bianca, una monachella nera che porta nel becco un fior di cuculo, il tutto nei loro colori naturali). 

"Pied wagtail" è il nome inglese dell'uccello raffigurato, in italiano monachella nera, nome scientifico "motacilla alba yarrellii". 

"Ragged robin" è il nome inglese del fiore raffigurato, in italiano fior di cuculo, nome scientifico "lychnis flos-cuculi". 

Il motto è "Grásta Dé a bhfuil agamsa" (La Grazia di Dio è tutto quello che ho): un gioco di parole, perché "a bhfuil agamsa" si pronuncia quasi come "Williams".

## Opere
- "An Mhannainnis", in K. McCone, Damian McManus, Cathal Ó Hainle, Nicholas Williams, Liam Breatnach, Stair na Gaeilge (Maynooth, 1994) 703-44
- Cornish Today: an examination of the revived language. First and second editions, Sutton Coldfield: Kernewek dre Lyther 1995
- "Linguistically sound principles: the case against Kernewek Kemmyn", in Cornish Studies Second series: Four. Exeter: University of Exeter Press pp. 64–87. ISBN 0-85989-523-8
- Clappya Kernowek: an introduction to Unified Cornish Revised, Agan Tavas, Portreath 1997. ISBN 1-901409-01-5
- "Pre-occlusion in Cornish", Studia Celtica 32, 129-54
- "Nebbaz gerriau dro tho Curnoack", O'Donnell lecture given in Oxford, May 1998
- "Indirect statement in Cornish and Breton", Cornish Studies. Second series: Six. Exeter: University of Exeter Press. pp. 172–182. ISBN 0-85989-610-2
- "Saint in Cornish", in Cornish Studies. Second series: Seven. Exeter: University of Exeter Press. pp. 219–241. ISBN 0-85989-644-7
- "Middle and Late Cornish", in Kim McCone, Compendium Linguarum Celticarum (Reichert Verlag)
- "A modern and scholarly Cornish-English dictionary: Ken George's Gerlyver Kernewek Kemmyn (1993), in Cornish Studies. Second series: Nine. Exeter: University of Exeter Press. Pp. 247-311. ISBN 0-85989-702-8
- Testament Noweth agan Arluth ha Savyour Jesu Cryst, Ewny Redreth, Spyrys ha Gernow, 2002, ISBN 978-0-9535975-4-3
- Cornish Today: an examination of the revived language, third edition. Westport: Evertype 2006. ISBN 978-1-904808-07-7
- Writings on Revived Cornish. Westport: Evertype 2006. ISBN 978-1-904808-08-4
  - "A problem in Cornish phonology", in Writings on Revived Cornish, 1-25
  - "Which Cornish?" in Writings on Revived Cornish, 26-37
  - "Linguistically sound principles: the case against Kernewek Kemmyn", in Writings on Revived cornish, 38-64
  - "Pre-occlusion in Cornish" in Writings on Revived Cornish, 65-92
  - "Nebbaz gerriau dro tho Curnoack: A few words about Cornish" in Writings on Revived Cornish, 93-110
  - "Indirect statement in Cornish and Breton" in Writings on Revived Cornish, 111-119
  - "Saint in Cornish", in Writings on Revived Cornish, 120-137
  - "A modern and scholarly Cornish-English dictionary": Ken george's Gerlyver Kernewek Kemmyn (1993), in Writings on Revived Cornish, 138-185
  - "Place-name inconsistencies in George's Gerlyver Kernewek Kemmyn", in Writings on Revived Cornish, 186
  - "Bewnans Ke: Implications for Kernowek Kemyn", in Writings on Revived Cornish, 187-196
- Towards Authentic Cornish (Westport: Evertype 2006, ISBN 978-1-904808-09-1)
- Jowal Lethesow, by Craig Weatherhill, translated into Cornish by Nicholas Williams, Evertype, 2009
- Enys Tresour, by Robert Louis Stevenson, translated into Cornish by Nicholas Williams, 2010. ISBN 978-1-904808-59-6
- An Bybel Sans: The Holy Bible in Cornish, Cathair na Mart, Evertype, 2011, ISBN 978-1-904-808-70-1
- An Hobad, nó Anonn agus Ar Ais Arís, Evertype 2012